# Résistance de rappel
 (janvier 2013).

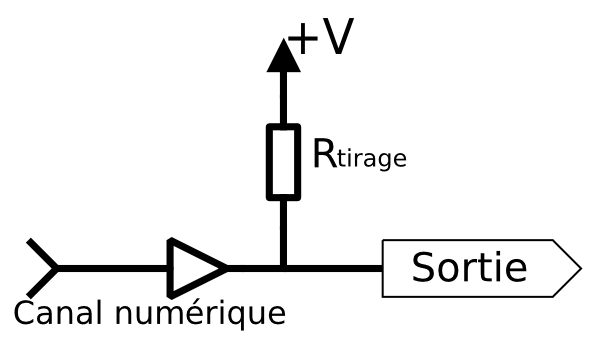
Circuit avec résistance de tirage haut

Une résistance de rappel (en anglais pull-down resistor), ou une résistance de tirage (en anglais pull-up resistor), est une résistance dans un circuit électronique, située entre la ligne et la source d'alimentation (résistance de tirage) ou la terre (résistance de rappel), et qui amène délibérément cette même ligne soit à l'état bas (0 en électronique numérique) pour une résistance de rappel, soit à l'état haut (1 logique) pour une résistance de tirage. Il est important de préciser qu'il ne s'agit pas d'un type spécifique de résistance : Il s'agit d'une résistance commune. Sa place dans le circuit lui confère ce nom en raison de la fonction qu'elle remplit.
Les résistances de rappel sont normalement utilisées avec des sorties numériques à collecteur ouvert ou lorsqu'il est indésirable de laisser une ligne flottante dans un circuit. Par contre, elles augmentent la consommation énergétique du circuit.
Le niveau logique imposé par une résistance de rappel est parfois appelé niveau faible puisqu’une résistance de rappel ne peut fournir de courant. Un niveau imposé par une sortie active ou un interrupteur est appelé niveau fort. Conséquemment un niveau fort a préséance sur un niveau faible.

## Utilisation avec un collecteur ouvert

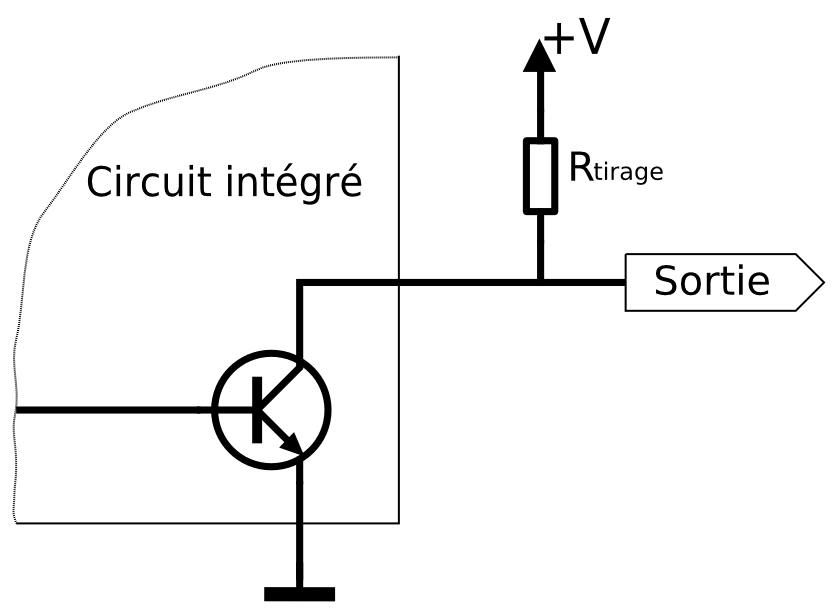
Sortie numérique à collecteur ouvert

La résistance de tirage est particulièrement utilisée dans les circuits numériques dits à collecteur ouvert. Comme le présente le schéma, les sorties numériques du type collecteur ouvert ne peuvent pas activement être à l'état élevé, car ils ne peuvent pas fournir de courant. Une résistance de tirage est donc utilisée pour élever la sortie lorsqu’elle n'est pas au niveau bas. Cette technique est utilisée dans plusieurs technologies numériques qui nécessitent le support de multiples utilisateurs sur un bus donné. Un exemple concret est celui du bus I2C.

## Utilisation avec un interrupteur manuel

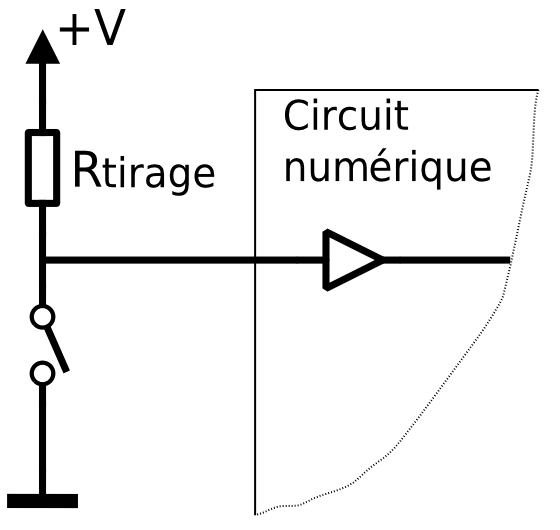
Circuit d'un interrupteur logique

Lorsqu'un simple interrupteur mécanique est utilisé comme entrée à un circuit logique, une résistance de tirage est nécessaire pour ne pas laisser flottante l'entrée du circuit. La résistance de tirage sert dans ce cas-ci à imposer le niveau haut tandis que l'interrupteur peut encore imposer un niveau bas. Sans résistance de  tirage, l'entrée serait flottante et ainsi donc à un niveau logique indéfini ce qui pourrait causer un fonctionnement erratique du circuit.